# Wallfahrtskapelle Schüsserlbrunn

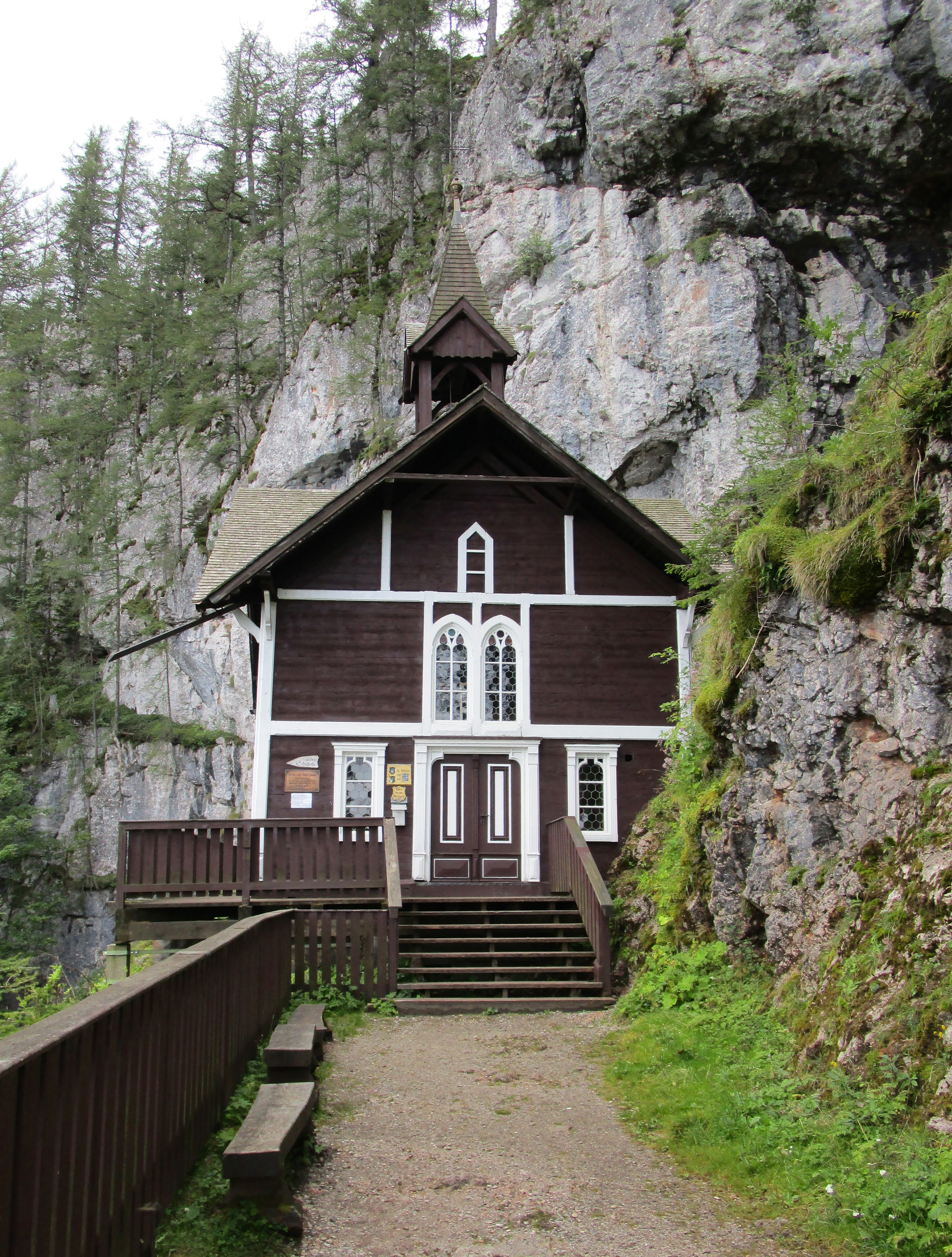
Das Kirchlein vor den Lantschmauern

Die römisch-katholische Wallfahrtskapelle Schüsserlbrunn steht im Ort Lantsch in der Marktgemeinde Breitenau am Hochlantsch im Bezirk Bruck-Mürzzuschlag in der Steiermark. Die Wallfahrtskapelle Maria Hilf der Pfarrkirche Sankt Erhard in der Breitenau gehört zum Dekanat Bruck an der Mur in der Diözese Graz-Seckau. Die Kapelle steht unter Denkmalschutz. Der Name „Schüsserlbrunn“ leitet sich von der laut Volksmund heilsamen Quelle ab, die in unmittelbarer Nähe aus einer Felswand entspringt. Das Wasser sammelt sich darauf in handgemeißelten Steinschüsselchen.

## Standort
Das Kirchlein samt der namensgebenden Quelle liegt auf 1363 m ü. A. in der Katastralgemeinde Lantsch der Gemeinde Breitenau am Hochlantsch. Es thront auf einer künstlichen Verebnung am Fuß der Lantschmauern, der nördlichen Abstürze des Hochlantsch. Nur gut fünf Gehminuten entfernt befindet sich das Gasthaus Steirischer Jockl, von dem 198 Stufen durch den Wald bergab zur Pilgerstätte führen. Das ausschließlich zu Fuß erreichbare Kleinod im Naturpark Almenland wird vor allem in Zusammenhang mit Hochlantsch, Teichalm oder Bärenschützklamm gerne besucht. Bis ins 19. Jahrhundert führte der gängige Aufstieg vom Breitenauertal über den Zirbiseggerhof.

## Geschichte

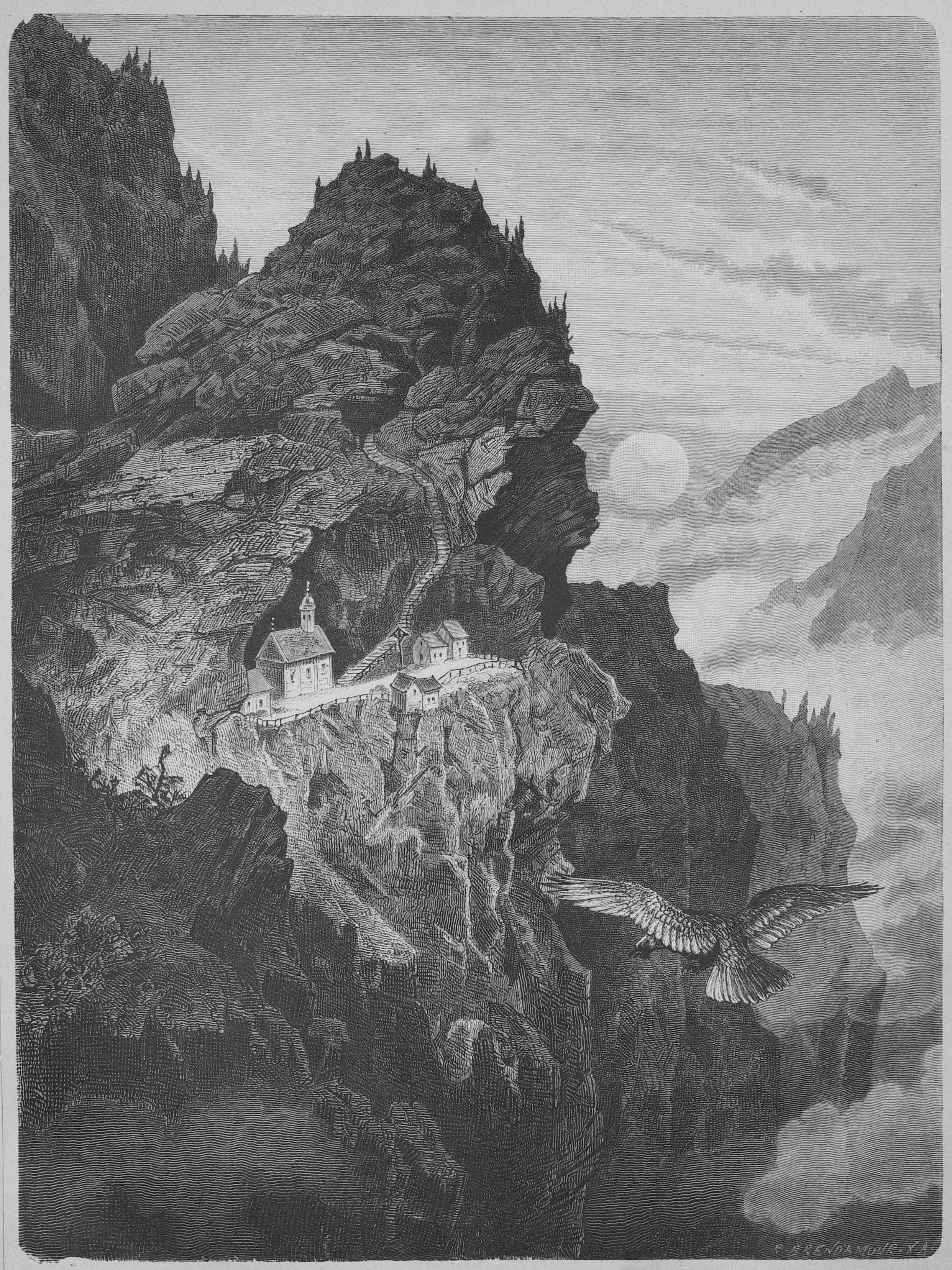
Überspitzte zeichnerische Darstellung von Robert Zander (1879), erschienen in der Zeitschrift Die Gartenlaube

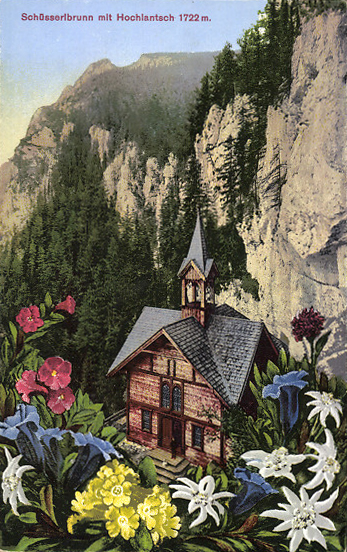
Ansichtskarte (1931)

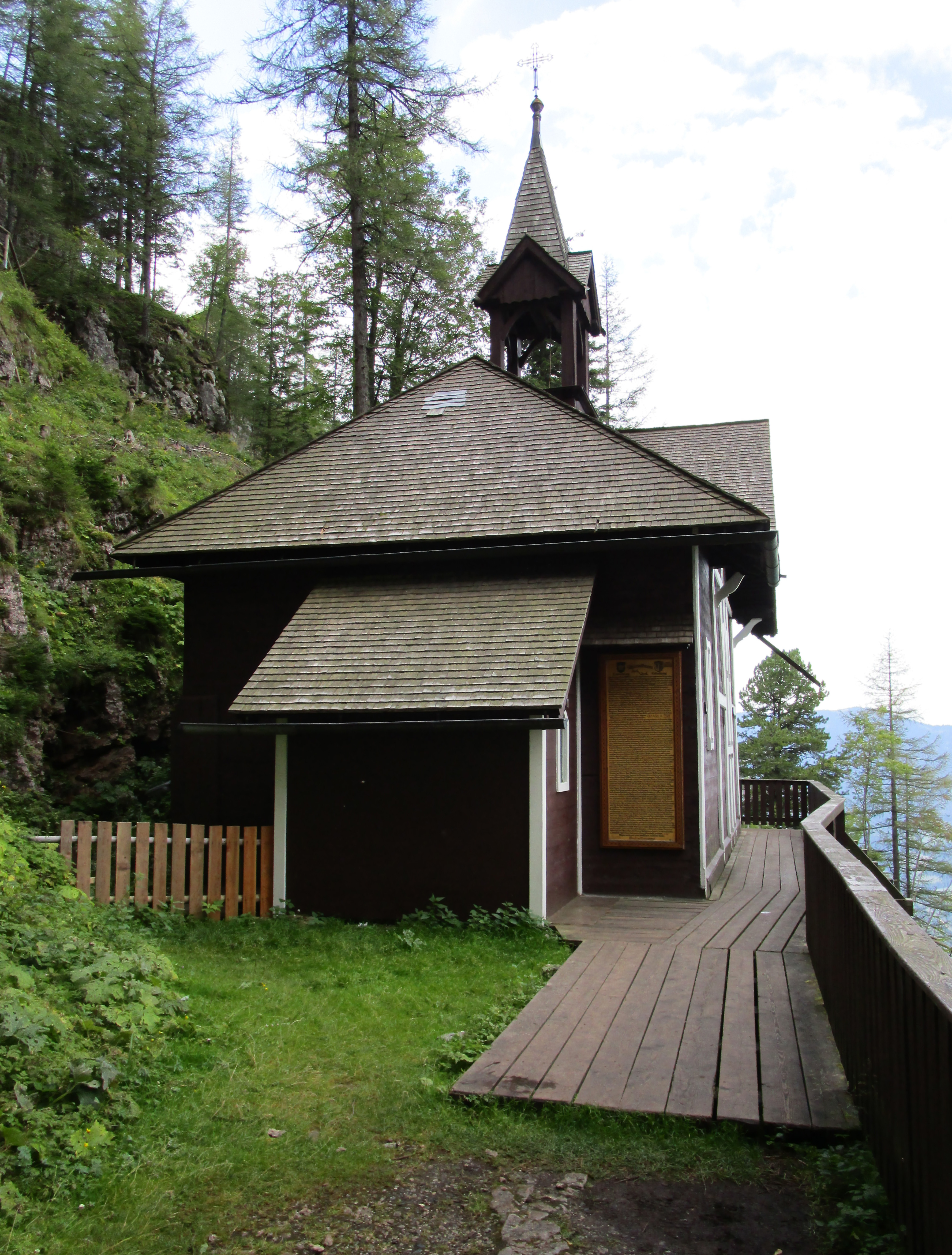
Rückseite der Kapelle

Über die historischen Ursprünge der Wallfahrten nach Schüsserlbrunn existieren keine Aufzeichnungen, weshalb die meisten Informationen auf mündlicher Überlieferung beruhen. Die Oberlehrerin Maria Sametz aus Mixnitz († 1961) sammelte dieses alte Wissen in Gesprächen – unter anderem mit der Breitenauerin Margarete Elmer – sowie durch Studium der Pfarrchronik der heutigen Filialkirche Sankt Jakob in der Breitenau und veröffentlichte es schließlich 1952 im Heimatschriftchen Ein Kirchlein steht im Blauen. Sie stellt darin die vage Vermutung auf, die Wallfahrten könnten ihren Ursprung im 14. Jahrhundert haben und verweist dabei auf die Heuschreckenplagen und das Erdbeben von 1348.
Die Legende erzählt zunächst von einem Rind, das auf den Hängen des Hochlantsch weidete und eines Tages abstürzte. Erst nach mühsamer, tagelanger Suche konnte das Tier gefunden werden und war zum Erstaunen aller völlig unversehrt geblieben. An der Fundstelle entdeckte man ein Marienbildnis neben einer aus einer Felsspalte rinnenden Quelle. Das Ereignis sprach sich schnell herum und wurde als Zeichen der Gottesgnade interpretiert, woraufhin die Menschen in Scharen zu der Stelle im Wald pilgerten. Die Zuschreibung von Heilkräften verdankt das Brünnlein einer anderen Geschichte (siehe Kultplatz Quelle).
Über Jahrzehnte wurde Schüsserlbrunn von Einsiedlern bewohnt. Die einzigen beiden, deren Namen heute noch bekannt sind, waren der Schüsserlbrunn-Flurl und der Maurermichl, die sich im 19. Jahrhundert um eine schlichte, provisorische Kapelle kümmerten. 1874 beauftragte der Breitenauer Pfarrer Josef Mogg Georg Häusler, einen heimischen Jägersmann, mit der Betreuung des Pilgerortes. Unter seiner Obhut entwickelte sich eine Gastwirtschaft mit Übernachtungsmöglichkeit, die mehr Besucher denn je anlockte. Außerdem war er maßgeblich an der Errichtung und Verbesserung der Steiganlagen beteiligt. Sein Erfolg war so durchschlagend, dass der Bau einer neuen Kapelle beschlossen wurde. Bevor mit der Konstruktion begonnen werden konnte, waren jedoch umfangreiche Felssprengungen nötig. Den Baugrund schenkten die Schafferwerke unter der Bedingung, die Kapelle für die Nachwelt zu erhalten. Die Baumstämme stammten aus der näheren Umgebung und wurden mühsam über die Felswände zur Baustelle hinabgelassen. Die Herrschaften Schaffer und Mayr-Melnhof stellten einen Großteil des Holzes zur Verfügung, finanziert wurde der Bau durch Spenden und aus der Privatkasse des Pfarrherrn. 1882 wurde die Kapelle feierlich geweiht.
1915 wurde das Kirchlein zur Messkapelle erhoben, nachdem Georg Häusler – obwohl kein geistlicher Würdenträger, auch als „Schüsserlbrunnpfarrer“ bekannt – sich dafür eingesetzt hatte. Ein Jahr später beendete Häusler nach 42 Jahren seine Wirts- und Betreuertätigkeit. Danach geriet der Wallfahrtsort durch gewinnorientierte und unfreundliche Pächter ein wenig in Verruf. Zudem etablierte sich am oberen Ende der Steiganlage mit dem Gasthof zum Steirischen Jockl ein Konkurrenzunternehmen. Im Juli 1932 wurde mit täglichen Messen über einen Zeitraum von zwei Wochen feierlich das 50-jährige Jubiläum der neuen Kapelle begangen.
Ein Felssturz verursachte 1951 schwere Beschädigungen an der Kapelle. In der Nacht vom 18. auf den 19. April durchschlugen mehrere Felsbrocken Dach und Decke des Holzbaus. Fußboden, Fenster und Luster wurden stark in Mitleidenschaft gezogen, der Altartisch völlig zerstört. Zusätzlich drohte die künstliche Terrasse abzurutschen und den gesamten Komplex zu destabilisieren. Die Landesregierung unter Josef Krainer beteiligte sich finanziell ebenso am Wiederaufbau wie die bischöfliche Finanzkammer und die Familie Mayr-Melnhof, die wie bereits 1882 Bauholz bereitstellte. 1974 drohte ein weiterer Felssturz die Kapelle zu beschädigen, woraufhin die Initiative Rettet Schüsserlbrunn entschied, den gesamten Bau um zehn Meter auf ein neues Betonfundament zu verschieben. Das Gasthaus musste aus Platzmangel abgetragen werden. Die Neuweihe erfolgte 1982 und wurde gleichzeitig mit dem 100-jährigen Bestehen gefeiert.

## Beschreibung
Seit dem Neubau 1882 besteht die Kapelle fast ausschließlich aus Holz. Der Bau steht auf einem hölzernen Fundament, zu dem sieben Stufen führen. Das Kapellenschiff ist 7,5 Meter lang, 6,5 Meter breit und 3 bis 4 Meter hoch. Im Dachreiter hing früher eine Glocke, die dreimal täglich läutete. Die Frontfassade wird über der Eingangstür von zwei Spitzbogenfenstern geprägt, links und rechts der Tür befindet sich je ein viereckiges Fenster. Auf der Talseite sind zwei Spitzbogenfenster eingelassen. Die zweiflügelige Holztür führt in einen etwa zwei Meter breiten Vorraum, der vom Rest des Inneren durch zwei schmiedeeiserne Fenster sowie eine Tür getrennt ist. Links und rechts stehen jeweils vier Holzbänke, vorn in der Mitte steht der Altar mit Madonnenbild. Von der Decke prangt ein Luster. An drei Wandseiten hängen zahlreiche Votivbilder, einige davon stammen aus dem 19. Jahrhundert und sind älter als die Kapelle selbst.
Der Plan stammt vom Architekten Mircovic aus Graz, den Bau führte der Zimmerpolier Eustach Straßegger aus Breitenau aus. Ebenfalls maßgebend an der Errichtung beteiligt war Zimmermann Blasius Lackner. Den Altar fertigte die Grazer Tischlerei Jungl an, den Unterbau stellte der Tischler Schaffer in Breitenau her. Die Fassmalerei stammt von Vergolder Wilhelm Sirach. Der Altar wurde 1900 geweiht.
Die Kapelle ist von Mai bis Oktober zugänglich.

## Kultplatz Quelle

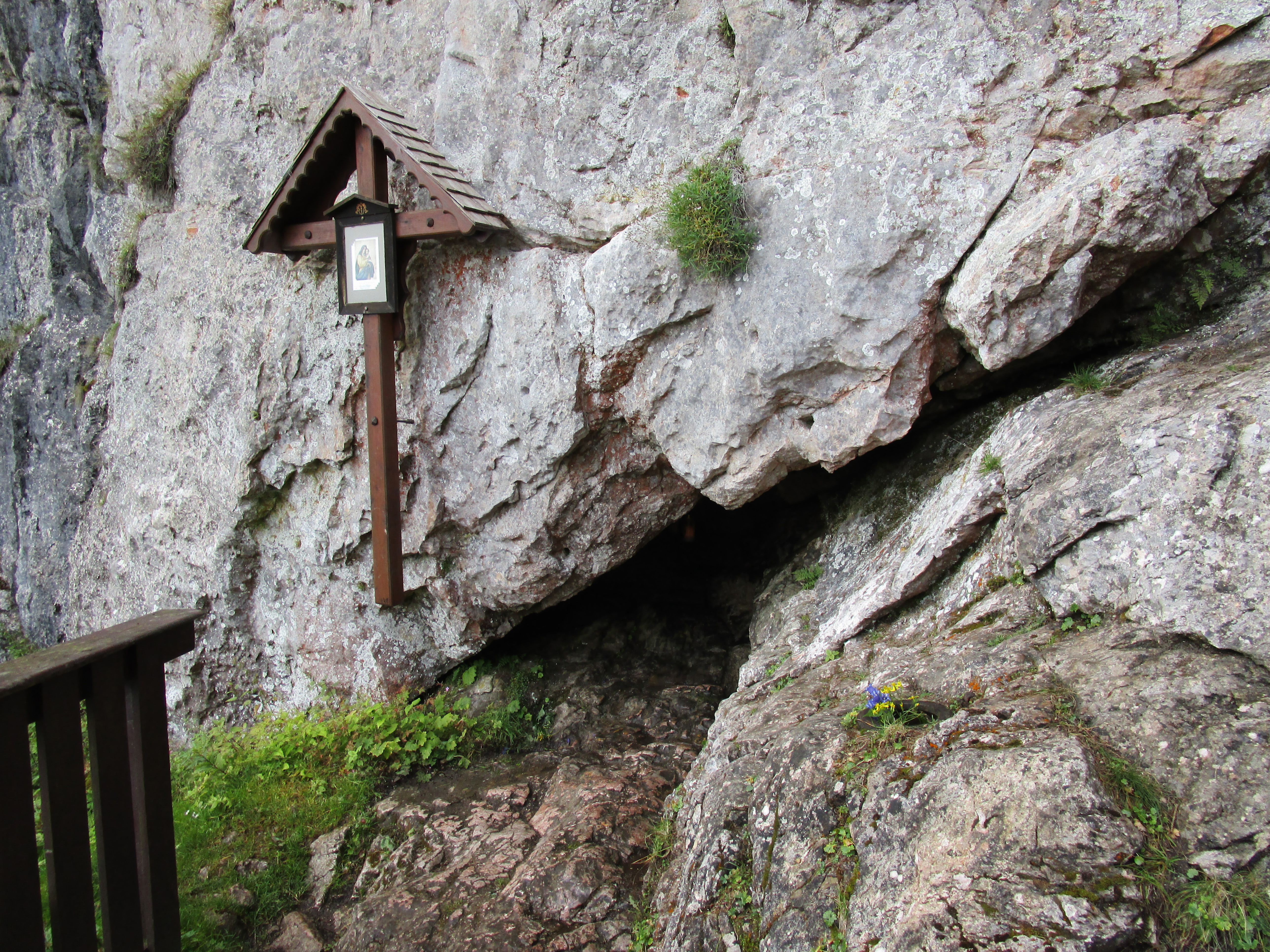
Marienbild und Felsspalte mit dem Quellaustritt

Nur wenige Meter hinter der Kapelle fußt eine senkrechte Felswand, in der sich auf Bodenhöhe eine maximal ein Meter breite Spalte öffnet. Das Wasser tropft in unregelmäßigen Abständen von der Decke, rinnt über eine Felsplatte und sammelt sich in einem Schalenstein mit rund 30 Zentimeter Durchmesser sowie mehreren kleinen Schüsselchen. Auf diese teilweise handgemeißelten Vertiefungen geht der Name Schüsserlbrunn zurück.
Die Legende berichtet von einer ungarischen Gräfin, die eines Tages im Traum von diesem Ort erfuhr. Unter großen Mühen begab sie sich mit ihrem blinden Sohn zu Fuß auf die Reise. Endlich angekommen, benetzte sie die Augen ihres Sohnes mit dem Quellwasser, der daraufhin das Augenlicht zurückerlangte. Aus Dankbarkeit soll sie eine gemauerte Kapelle gestiftet haben. Im Volksmund gilt das Wasser seither als heilsam. Margarete Elmer hielt diesen Glauben als Teil eines Gedichtes fest, das sie anlässlich der 50-Jahr-Feier 1932 verfasste.
Dös Brünnderl im Felsen

Hinterm Kircherl hiebei

Hat gar mancher erfahrn

Als a guate Arznei.

A gräflicher Bua aus ’m Ungarland

Der blind war geborn,

Bei Maria-Schüsserlbrunn

Das Augenlicht fand.
Nach Gustav Gugitz handelt es sich bei der Quelle um eine uralte, vorchristliche Kultstätte. Um Viehsegen zu erlangen, opferte man kleine Eisentiere und Holz. Die geheimnisvolle Anziehungskraft des Ortes (Kultdynamik) sei also bereits vor den Pilgerfahrten dagewesen. Dazu trage auch die Pyramidenform des Hochlantsch und die angebliche Heilwirkung des Wassers bei. Pfarrer Alfred Hoppe meinte zur Beliebtheit des Ortes: „Man kann ruhig behaupten, kein Tourist, der den aussichtsreichen Gipfel des Hochlantsch besteigt, läßt Schüsserlbrunn beiseite liegen.“ Insgesamt maßen beide dem Brünnlein anders als Maria Sametz eine größere Bedeutung als der Kapelle bei.
Eine angebliche Verbindung der Schüsserlbrunn-Quelle mit dem Heilantschwasser in Fladnitz an der Teichalm konnte wissenschaftlich bislang nicht belegt werden.